# Bagua (tỉnh)
Tỉnh Bagua (tiếng Tây Ban Nha: Provincia de Bagua) là một tỉnh thuộc vùng Amazonas của Peru. Tỉnh Bagua có diện tích 5746 km², dân số thời điểm theo điều tra dân số ngày 11 tháng 7 năm 1993 là 69482 người. Tỉnh lỵ đóng ở Bagua.